# Тит Клодий Вибий Вар
Тит Клодий Вибий Вар (лат. Titus Clodius Vibius Varus) — римский политический деятель второй половины II века.
Его отцом был консул 134 года Тит Вибий Вар. В 160 году Клодий занимал должность ординарного консула вместе с Аппием Аннием Атилием Брадуа. К его консульству относится надпись от 5 декабря, посвященная жертве богине Кибеле, принесенной за здоровье императора Антонина Пия и благополучие города Лугдуна. У Вара было две дочери: Вибия, супруга Луция Корнелия Сальвия Туска, и Вибия Павла, жена консула-суффекта 160 года Марка Постумия Феста. Дальнейшая его биография неизвестна.